# Kolonia Swaty
Kolonia Swaty – część miasta Ryki w województwie lubelskim, w powiecie ryckim, dawniej samodzielna miejscowość. Leży na zachodzie miasta, w okolicy ulicy Górnej.

## Historia
Dawniej samodzielna miejscowość, kolonia wsi Swaty. Od 1867 w gminie Ryki w powiecie garwolińskim. W okresie międzywojennym miejscowość należała do powiatu garwolińskiego w woj. lubelskim. W 1921 roku liczba mieszkańców wynosiła 152. 1 września 1933 utworzono gromadę Karasiówka w granicach gminy Ryki, składającą się z miejscowości: Karasiówka kol., Ryki C. kol., Stawy (budynki wojskowe), os. Swaty A. kol., Swaty B. kol., Swaty C. kol. i Swaty D. kol.. Wkrótce gromadę Karasiówka zniesiono a Kolonia Swaty weszła w skład gromady Swaty. 1 kwietnia 1939 Kolonię Swaty wraz z całym powiatem garwolińskim przyłączono do woj. warszawskiego. Podczas II wojny światowej włączona do Generalnego Gubernatorstwa (dystrykt lubelski, powiat puławski).
Po wojnie miejscowość powróciła do powiatu garwolińskiego w woj. warszawskim. 1 lipca 1946 Kolonia Swaty (wraz z częścią wsi Swaty po lewej stronie drogie Ryki-Stężyca) utworzyła odrębną gromadę o nazwie Swaty Nowe (nazwa się nie utrzymała). W 1952 roku stanowiła jedną z 24 gromad gminy Ryki. W związku z reorganizacją administracji wiejskiej jesienią 1954, miejscowość weszła w skład nowej gromady Ryki. 
1 stycznia 1957 gromadę Ryki zniesiono w związku z przekształceniem jej obszaru w miasto Ryki, przez co Kolonia Swaty stała się integralną częścią Ryk.